# Turdina celluda
La turdina celluda (Napothera epilepidota) és un ocell de la família dels pel·lorneids (Pellorneidae).

## Hàbitat i distribució
Viu entre la malesa del bosc, a les muntanyes orientals de l'Índia des de l'est de Bhutan cap a l'est fins Arunachal Pradesh, cap al sud a Cachar, Manipur i Nagaland, sud-oest de la Xina al sud de Yunnan, Kwangsi i Hainan, nord-oest, est, sud de Myanmar, nord-oest de Tailàndia, nord i centre de Laos, nord i centre del Vietnam a Tonquín i Annam, Sumatra, Java occidental i central i nord de Borneo.